# Gaëtan Quirin
Gaëtan Quirin, né le 6 janvier 1993, est un nageur français pratiquant le sauvetage sportif.
Il est médaillé de bronze en relais avec obstacles 4 x 50 m aux Jeux mondiaux de 2017.